# Eunice rullieri
Eunice rullieri är en ringmaskart som beskrevs av Fauchald 1992. Eunice rullieri ingår i släktet Eunice och familjen Eunicidae. Inga underarter finns listade i Catalogue of Life.